# Oxicesta sericina
Oxicesta sericina är en fjärilsart som beskrevs av Jacob Hübner 1827. Oxicesta sericina ingår i släktet Oxicesta och familjen nattflyn. Inga underarter finns listade i Catalogue of Life.